# René Prinet
René-Xavier Prinet, né le 31 décembre 1861 à Vitry-le-François et mort le 26 janvier 1946 à Bourbonne-les-Bains est un peintre et illustrateur français.

## Biographie
Issu d'une famille de notables francs-comtois (les notaires Prinet originaires de Luxeuil-les-Bains), René-Xavier Prinet est le fils d'Henry Prinet (né en 1824), procureur impérial à Vitry-le-François, et le frère de Gaston Prinet, diplomate. Nommé à Paris, Henry Prinet habite avec sa famille rue Bonaparte à deux pas de l'École des beaux-arts, à laquelle René-Xavier semblait destiné.

Son père, peintre amateur (une Vierge à l'Enfant est conservée dans l'église de Suaucourt, Haute-Saône), est disposé à ce que son fils acquière une formation artistique et il lui fait recevoir les conseils du peintre Louis Charles Timbal, fort employé pour les décors des églises de Paris. Par sa grand-mère maternelle, René-Xavier Prinet est apparenté aux peintres de la Cour Hubert Drouais (1699-1767) et François-Hubert Drouais (1727-1775).

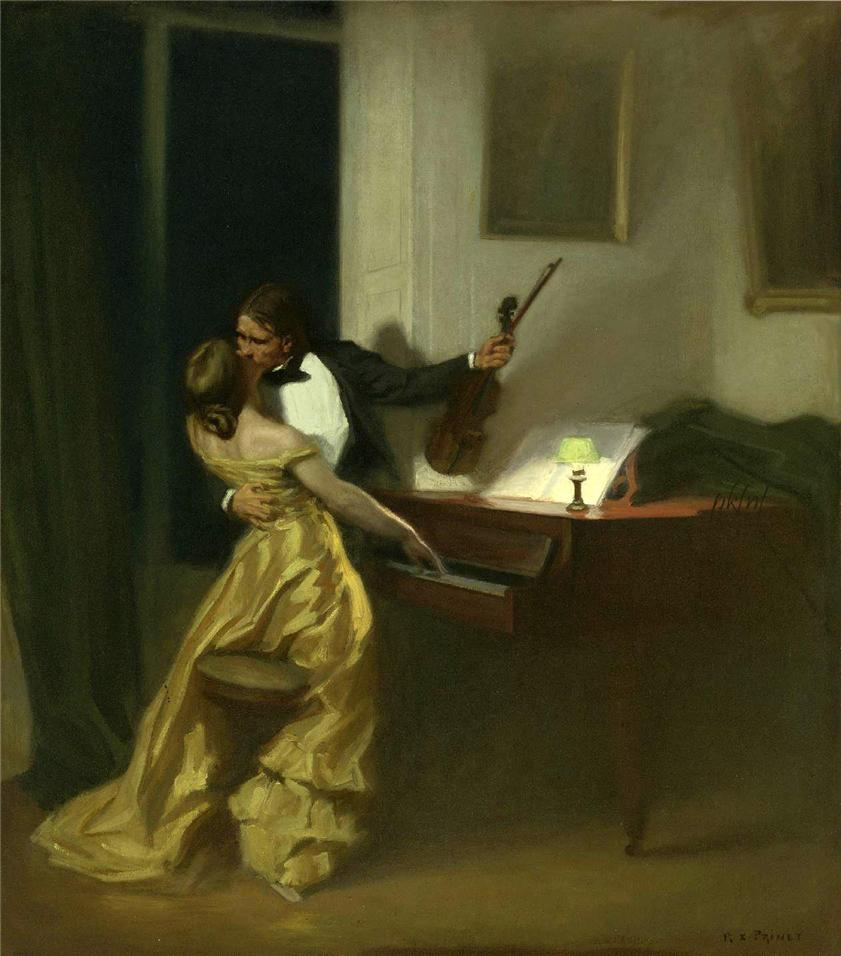
La Sonate à Kreuzer (1901), collection privée.

Il commence sa formation artistique vers 1880, lorsqu'il est admis, à la suite du décès de Timbal, dans l'atelier du peintre Jean-Léon Gérôme. Il reste chez le maître jusqu'en 1885. Il se lie alors avec les peintres francs-comtois Georges et Lucien Griveau, et avec ses condisciples aux Beaux-Arts, Antonio de La Gandara, Louis-Auguste Girardot, Félix Desgranges et Jules-Alexis Muenier. Durant cette période, il étudie aussi brièvement à l'Académie Julian.
Son tableau Jésus Enfant est son premier tableau accepté au Salon des artistes français en 1885. Il expose à ce Salon jusqu'en 1889. En 1891, il reçoit une commande de l'État pour la décoration du palais de la Légion d'honneur : Les Quatre Saisons. Ses esquisses sont acceptées. La même année, il expose à Paris à la galerie Durand-Ruel avec Albert Besnard, Jules-Alexis Muenier et Henri Fantin-Latour.
En 1894, René-Xavier Prinet épouse Jeanne Jaquemin (1865-1958), native de Bourbonne-les-Bains, dont Antoine Bourdelle réalisera le buste en 1910, à l'église de la Madeleine à Paris.
Ses beaux-parents, Auguste et Louise-Berthe, résidents de Bourbonne-les-Bains et de Paris, ayant fait construire vers 1870 une villa sur le front de mer de Cabourg appelée chalet Double Six, il y passe à partir de cette époque ses étés. Il peint alors de nombreux tableaux de la plage de la station normande, en pleine expansion. Quelques centaines de mètres seulement séparaient le Grand Hôtel de Cabourg, où Marcel Proust résidait lors de ses nombreux séjours dans la cité balnéaire, du Double Six. S'il n'y a pas de preuve formelle que les deux hommes se rencontrèrent, force est de constater que l'ambiance dépeinte par Prinet correspond exactement à celle que Proust décrit dans ses textes. Des oeuvres du peintre viennent d'ailleurs plus tard régulièrement enrichir les expositions en hommage à l'écrivain.

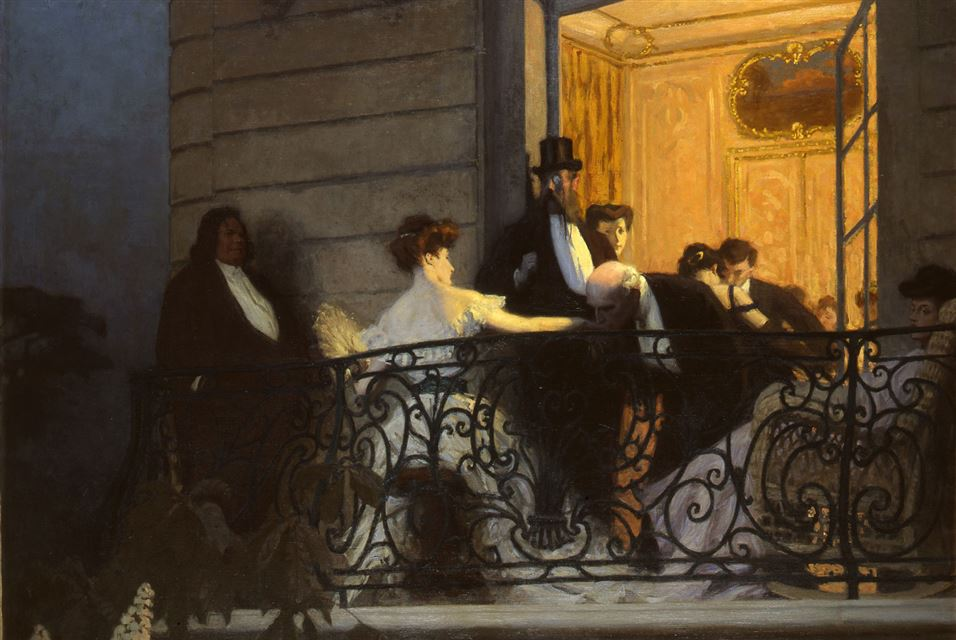
Le Balcon (1905-1906), musée des Beaux-Arts de Caen.

René-Xavier Prinet se lie également à cette époque à un groupe de jeunes peintres appelé la Bande noire ou Les Nubiens, composé de Lucien Simon, André Dauchez, René Ménard et Charles Cottet.
En juin 1899, il rejoint la Société nouvelle de peintres et de sculpteurs, avec une première exposition collective à la galerie Georges Petit à Paris en mars 1900. Une de ses œuvres les plus connues, La Sonate à Kreutzer, est exposée en 1901 à l'exposition « L'Art français contemporain » à Stuttgart où elle est vendue à Luitpold de Bavière.
Il s'initie alors à l'enseignement avec ses amis Dauchez, Ménard, Cottet, Simon et Jacques Emile Blanche à l'académie de la Palette, mais n'est pas convaincu par le sérieux du cours. L'année 1904 voit la création, avec les mêmes amis et Antoine Bourdelle, qui assure des cours de sculpture, des ateliers de l'Académie de la Grande Chaumière. Très vite, Prinet y assure régulièrement des cours de peinture. Il y a pour élève l'artiste peintre d'origine australienne Bessie Davidson (1879-1965), qui réalise la majeure partie de son œuvre en France et est fortement influencée par son passage à la Grande Chaumière. Il y enseigne probablement jusqu'en 1929, date à laquelle il devient professeur aux Beaux-Arts de Paris, où il crée et dirige l'atelier destiné aux artistes femmes. Il a notamment Simone Desprez comme élève. Il quitte les Beaux-Arts en 1931, ayant atteint la limite d'âge.
En parallèle de l'enseignement, il poursuit sa carrière artistique et obtient une certaine notoriété. En 1909, il illustre La Jeune Fille bien élevée de René Boylesve. En 1913, il est nommé secrétaire de la Société nationale des beaux-arts. Il se rend aux États-Unis, en tant que membre du jury de la 17e exposition de l'Institut Carnegie à Pittsburgh. Ses tableaux Les Cavaliers et Intérieur de salle à manger sont présentés à cette occasion.

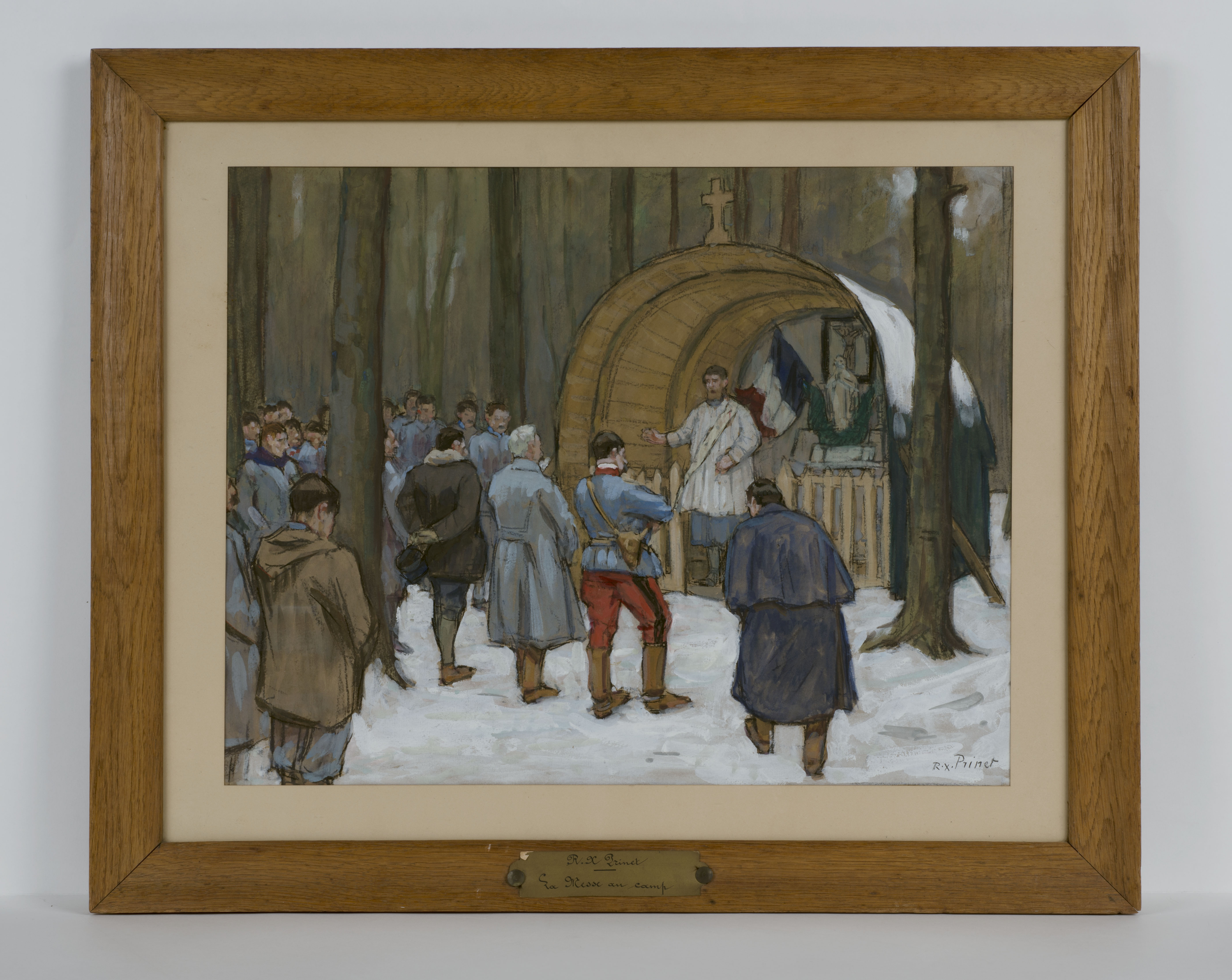
La messe au camp R. (1917), conservé à La Contemporaine (Nanterre).

Prinet peint la réception d'Albert Besnard à l'Académie des beaux-arts en 1912. En 1916, il peint le peintre Félix Desgranges dans son salon familial à Luxeuil-les-Bains en compagnie de l'artiste australienne Bessie Davidson dans une composition intitulée Chez Desgranges.
Prinet est trop âgé en 1914 pour être mobilisable, mais la Première Guerre mondiale perturbe tout de même ses activités et il s’investit dans le conflit. En 1915 il participe aux 62 illustrations de l'Album national de la guerre, une revue en partie rétrospective des combats à laquelle contribuent également ses amis Simon, Besnard et Ménard, mais aussi des peintres comme Monet, Renoir et Vuillard. L'ouvrage était une initiative de la fraternité des artistes, une association organisant le soutien aux artistes mobilisés et différentes opérations de bienfaisance, très liée à l'administration des beaux-arts. Prinet devient membre de ce comité en 1914 et le reste jusqu'en 1927. En 1914-1919, il administre également la cantine pour artistes Puvis de Chavanes, tout en restant membre de plusieurs sociétés d'artistes.
En octobre 1916, l'implication de Prinet dans le conflit se fait plus directe et officielle. Le ministère de la guerre fait alors appel à des artistes non mobilisés comme observateurs dans le but de constituer un ensemble d’œuvres d'art sur le conflit. Prinet est sélectionné lors de deux de ces missions d'observation et sa participation y est avérée. Sa première mission, du 7 mars au 1er avril 1917, à laquelle Lucien Simon participe également, est la seconde lancée par le ministère. Il est alors affecté à l'armée des Vosges. Lors de la seconde, du 1er au 30 juin 1917, il est affecté à l'armée de Noyon. Les missions sont effectuées à ses frais, mais pour chacune d'entre elles l'Etat achète des œuvres. Celles-ci sont présentées lors d'expositions rassemblant la production des artistes missionnés et intègrent le Musée de la guerre. En parallèle de ses activités artistiques, il est également veilleur de nuit dans un des hôpitaux de l'Union des femmes de France en 1915-1917.

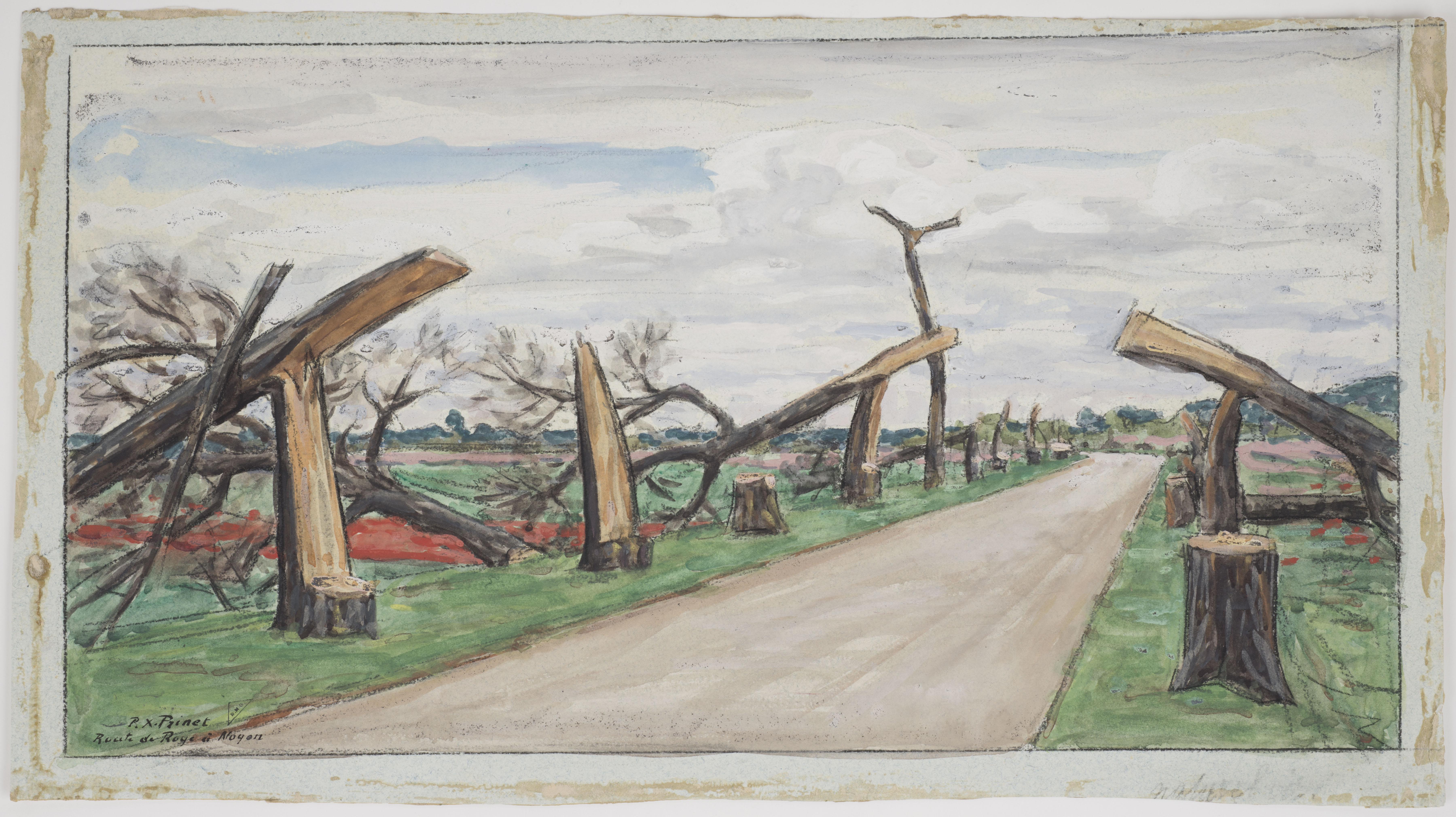
Route de Roye à Noyon : les arbres coupés (1917), conservé à La Contemporaine (Nanterre).

Sa dernière toile sur le thème de la guerre, réalisée après ses missions, l'Absoute, se veut plus symbolique et moins descriptive. Elle est achevée en 1919 et exposée à la société nationale des beaux-arts.
Il expose en 1920 avec René Ménard, Lucien Simon, Edmond Aman-Jean et Albert Besnard au 1er Salon des artistes français de Bruxelles. La même année, il expose à nouveau à Pittsburgh à la 21e exposition. Il réalise l'illustration du Roman d'un Spahi de Pierre Loti. Il fréquentait les « dimanches » des Besnard, rue Guillaume-Tell, et le sculpteur Philippe Besnard lui demande en 1922 d'être le parrain de sa fille Anne-Elisabeth.
En 1926 se crée la Société Belfortaine des Beaux-Arts qui organise chaque année jusqu'à la Seconde Guerre mondiale des expositions importantes aux musées de Belfort auxquelles René-Xavier Prinet participe en compagnie de Georges Fréset, Jacques-Émile Blanche, Jean-Eugène Bersier, Raymond Legueult, Anders Osterlind, Henry de Waroquier, Jules-Émile Zingg. Il expose également à Langres aux côtes de Georges Fréset, Jules Adler, et Jules-René Hervé. Il est à cette période également très actif au sein de plusieurs comités et sociétés d'artistes, au sein desquelles il expose et surtout assure une forme de promotion des arts, comme au sein du Comité permanent des expositions françaises à l'étranger.
Prinet a également concouru aux compétitions artistiques aux Jeux olympiques d'été de 1932 à Los Angeles.
Il est élu en 1943 à l'Académie des beaux-arts où il succède à Jules-Alexis Muenier.
René-Xavier Prinet meurt dans sa maison de Bourbonne-les-Bains le 26 janvier 1946. Il est inhumé au cimetière de cette ville, avec son épouse Jeanne. Le couple n'a pas eu d'enfant.

## Œuvre[9]
Prinet exerce un talent spirituel, tenant une place distinguée dans la société parisienne.
Il est remarqué pour ses intérieurs bourgeois et ses portraits (familles Saglio et Desgranges par exemple). Sa région d'origine, la Franche-Comté, ainsi que la côte normande où est située sa résidence le « Double Six » à Cabourg, lui inspirent des paysages aux tons très doux. Il exécute quelques tableaux d'histoire remarqués comme l'Adoration des Mages à la basilique Saint-Ferjeux de Besançon.
Le peintre s'est également confronté à la décoration. Dans ce domaine, il a peint à Paris Le Petit Quadrille de la bibliothèque-musée de l'Opéra, une décoration au musée national d'art moderne, et une autre au palais de la Légion d'honneur.
Il est l'auteur d'Initiation à la peinture en 1935, et de Initiation au dessin en 1940. Il publie également des articles sur des questions d'art et d'histoire de l'art dans La Grande Revue, le Cahier des artistes et l'Amour de l'art.
Prinet est également illustrateur de livres, parmi lesquels :
- La Jeune fille bien élevée de René Boylesve ;
- Eugénie Grandet d'Honoré de Balzac ;
- Le Roman d'un Spahi de Pierre Loti ;
- Le Crime de Sylvestre Bonnard d'Anatole France ;
- Mes Prisons de Silvio Pellico, Henri Laurens éditeur ;
- Maman Colibri et l'Enchantement d'Henri Bataille, Arthème Fayard.

## Photographies d'œuvres

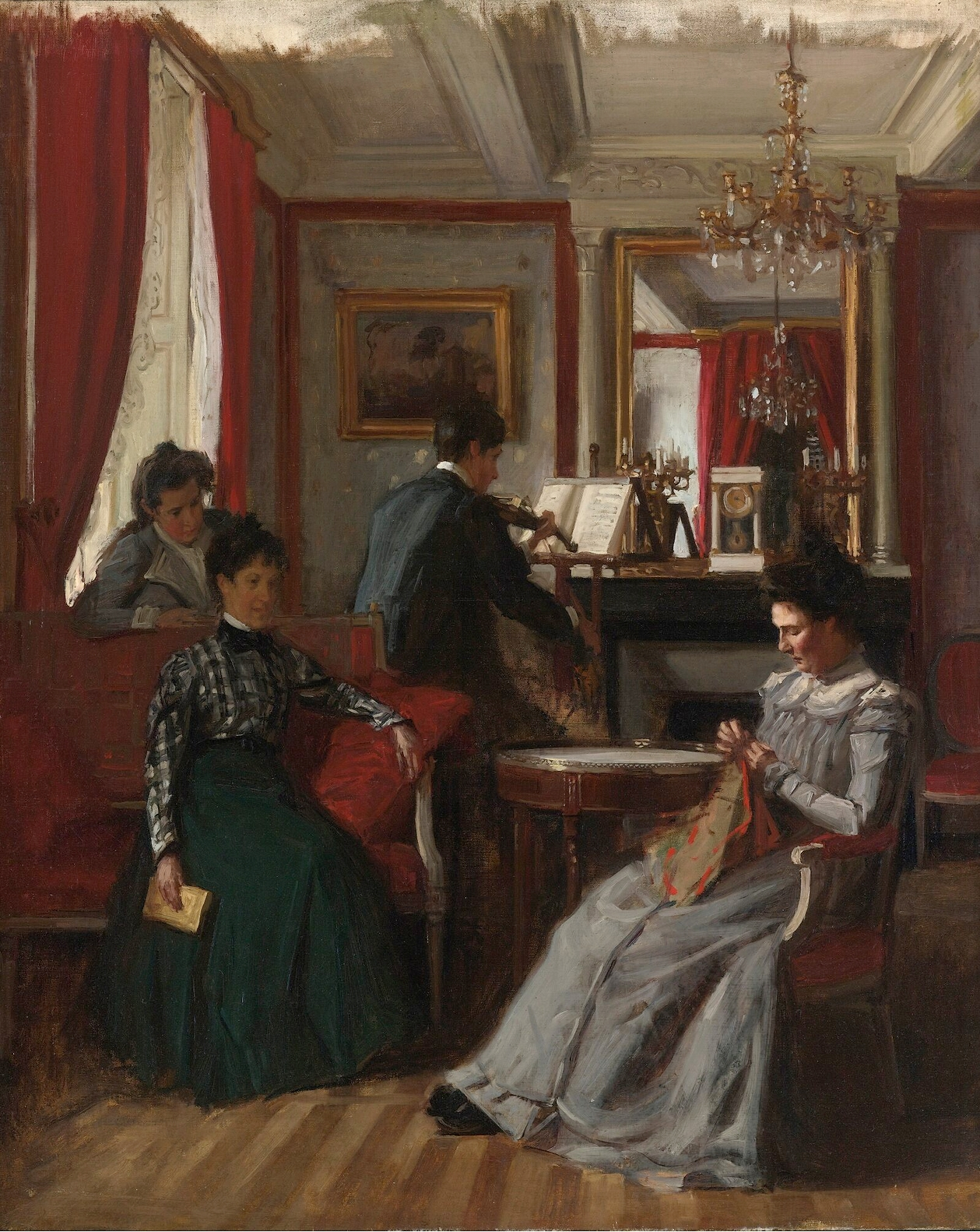
Salon de famille (vers 1905), huile sur toile, collection privée.
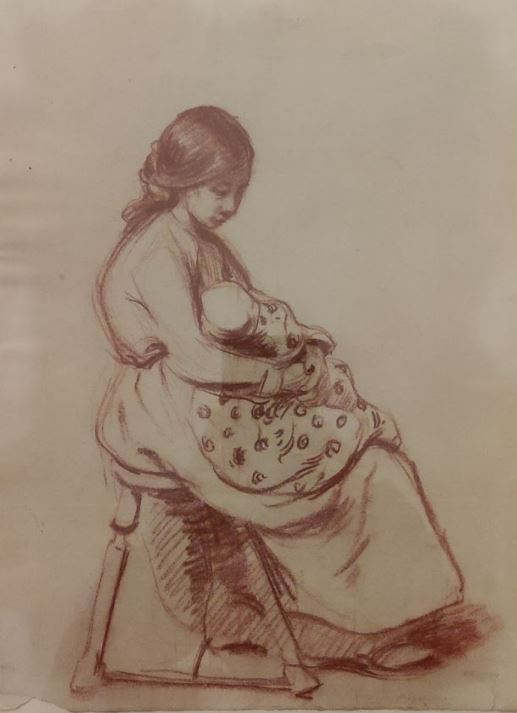
Femme à l'enfant, étude à la sanguine, collection privée.
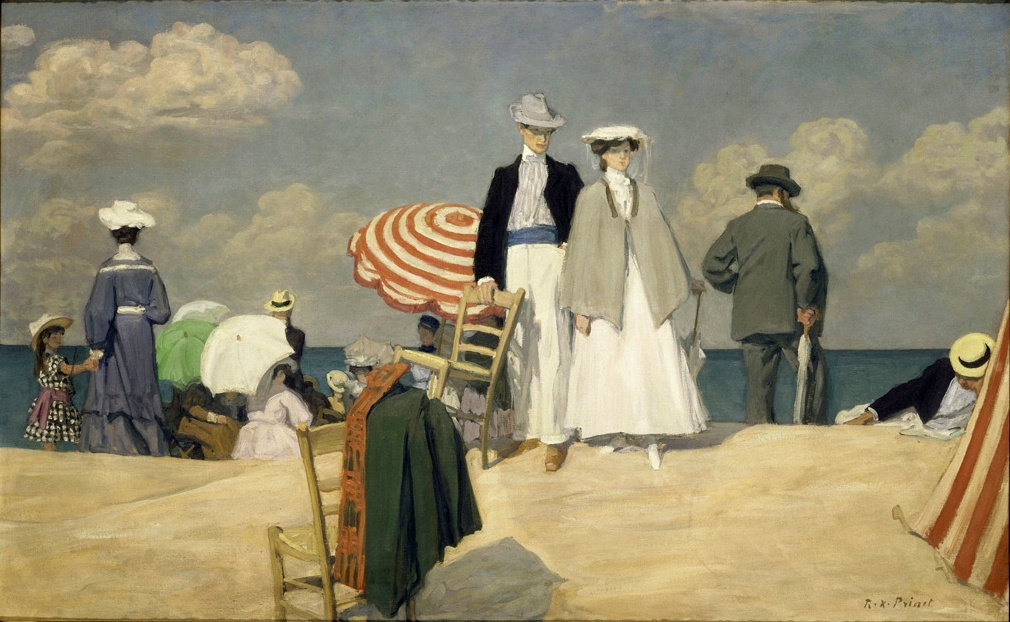
Plage à Cabourg (1896), huile sur toile, musée d'Orsay.
Chemins de Fer de l'Est (1930), affiche, imprimerie Lucien Serre, Paris.
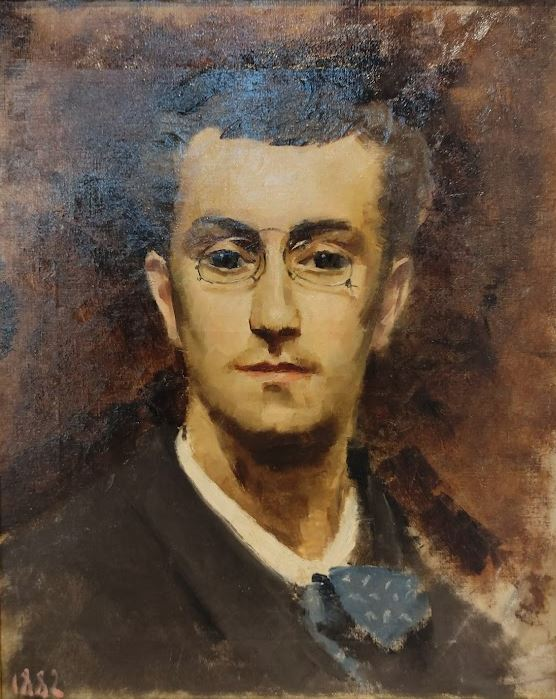
Autoportrait (1882), huile sur toile, musée de Bourbonne-les-Bains.
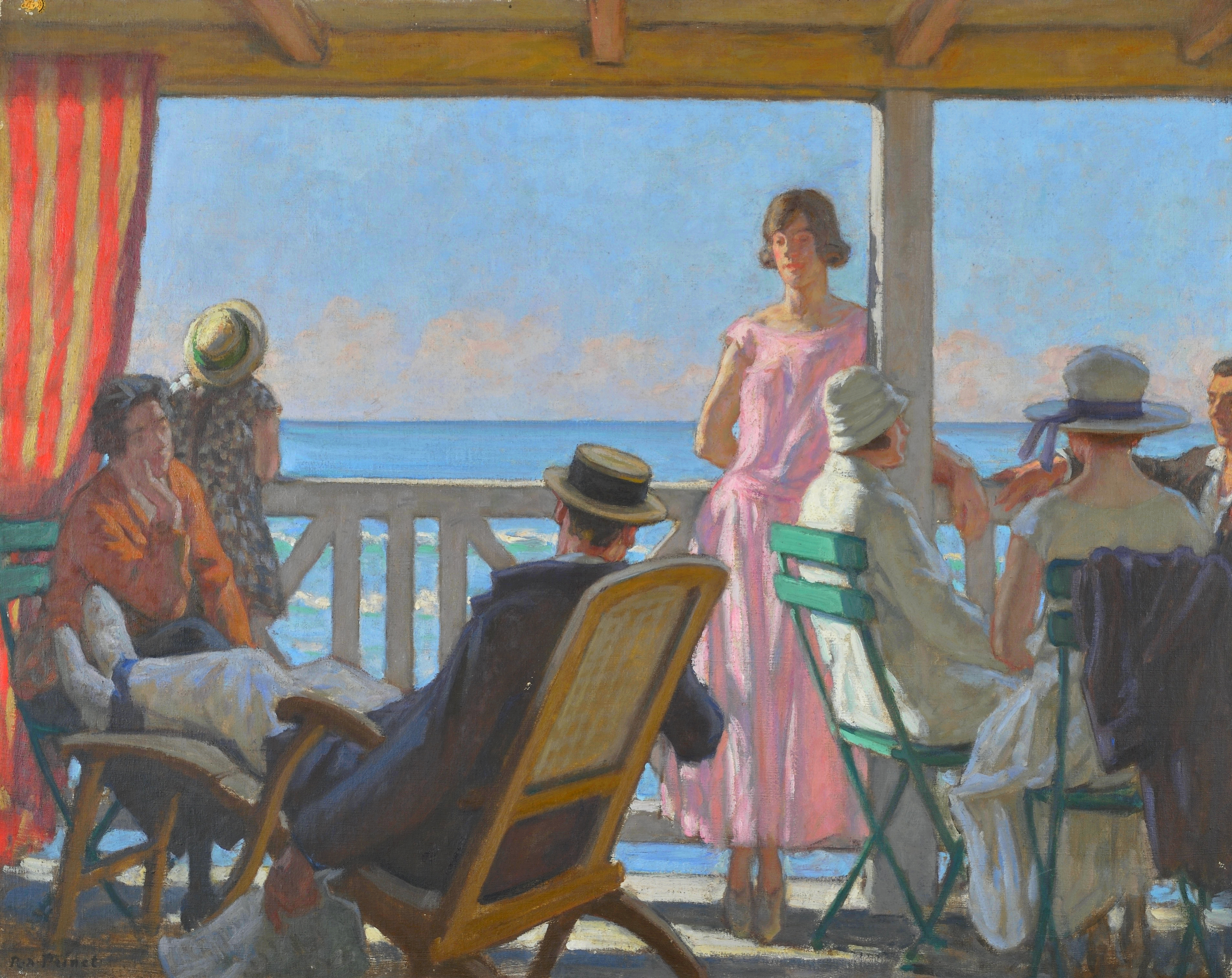
Au bord de la Manche (vers 1920), huile sur toile, musée de la Chartreuse de Douai.
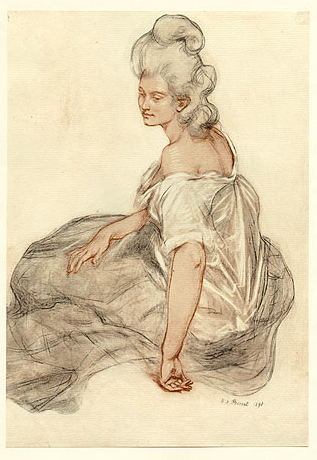
Manon (1897), lithographie.
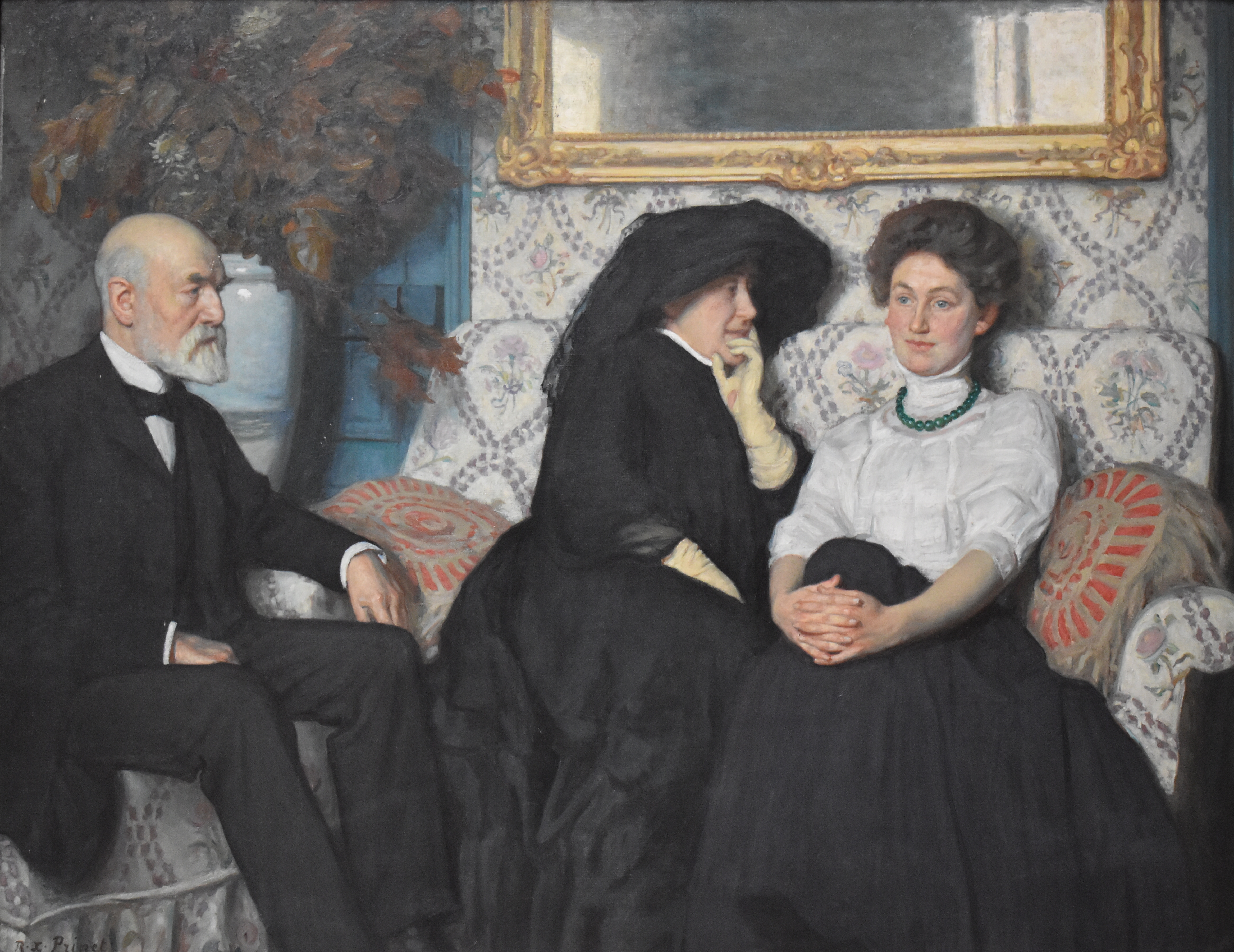
Portrait de la famille Saglio (avant 1908), huile sur toile, musée d'Orsay.
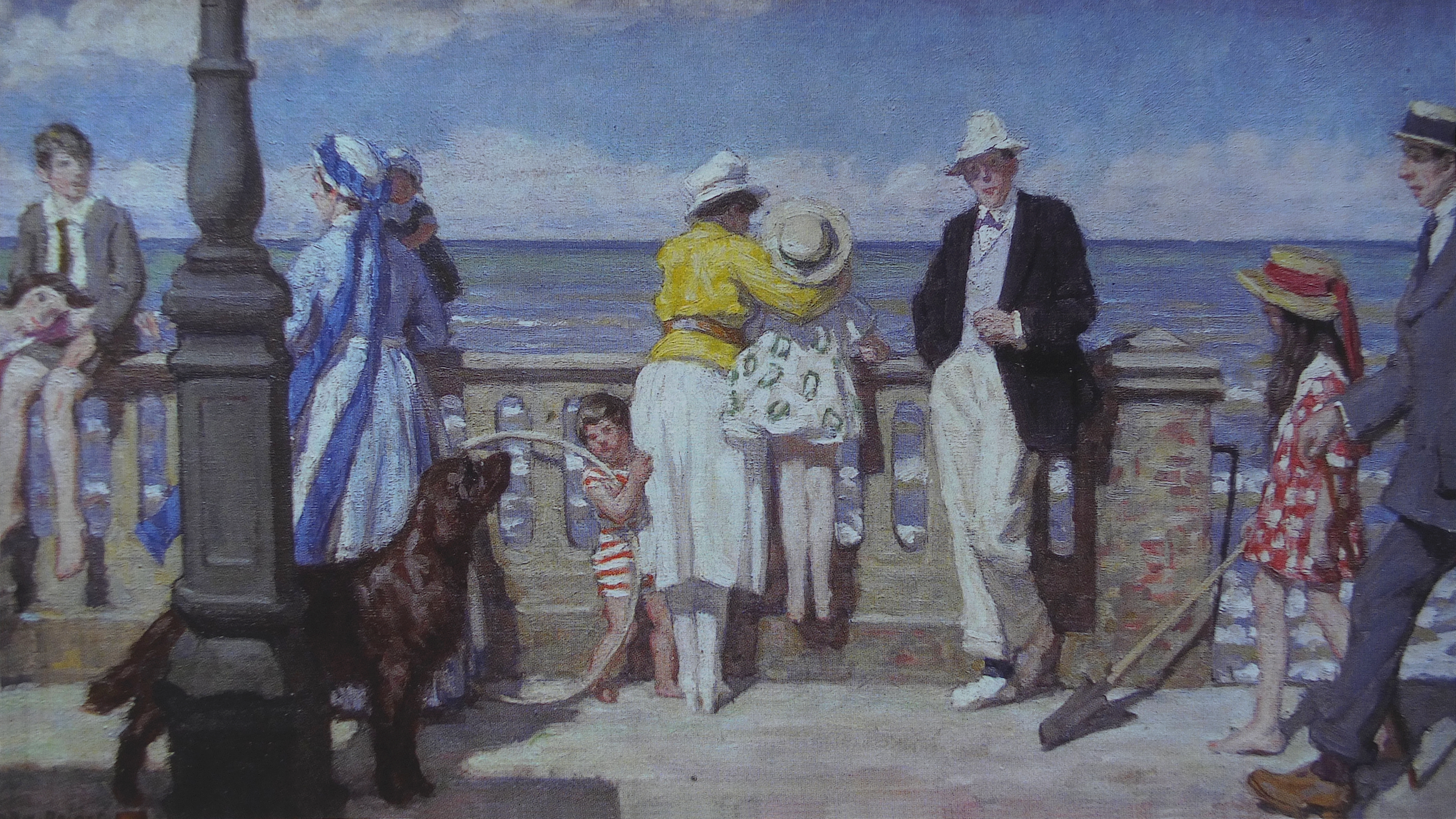
La digue de Cabourg (vers 1925), huile sur toile, musée d'art et d'histoire de Belfort.
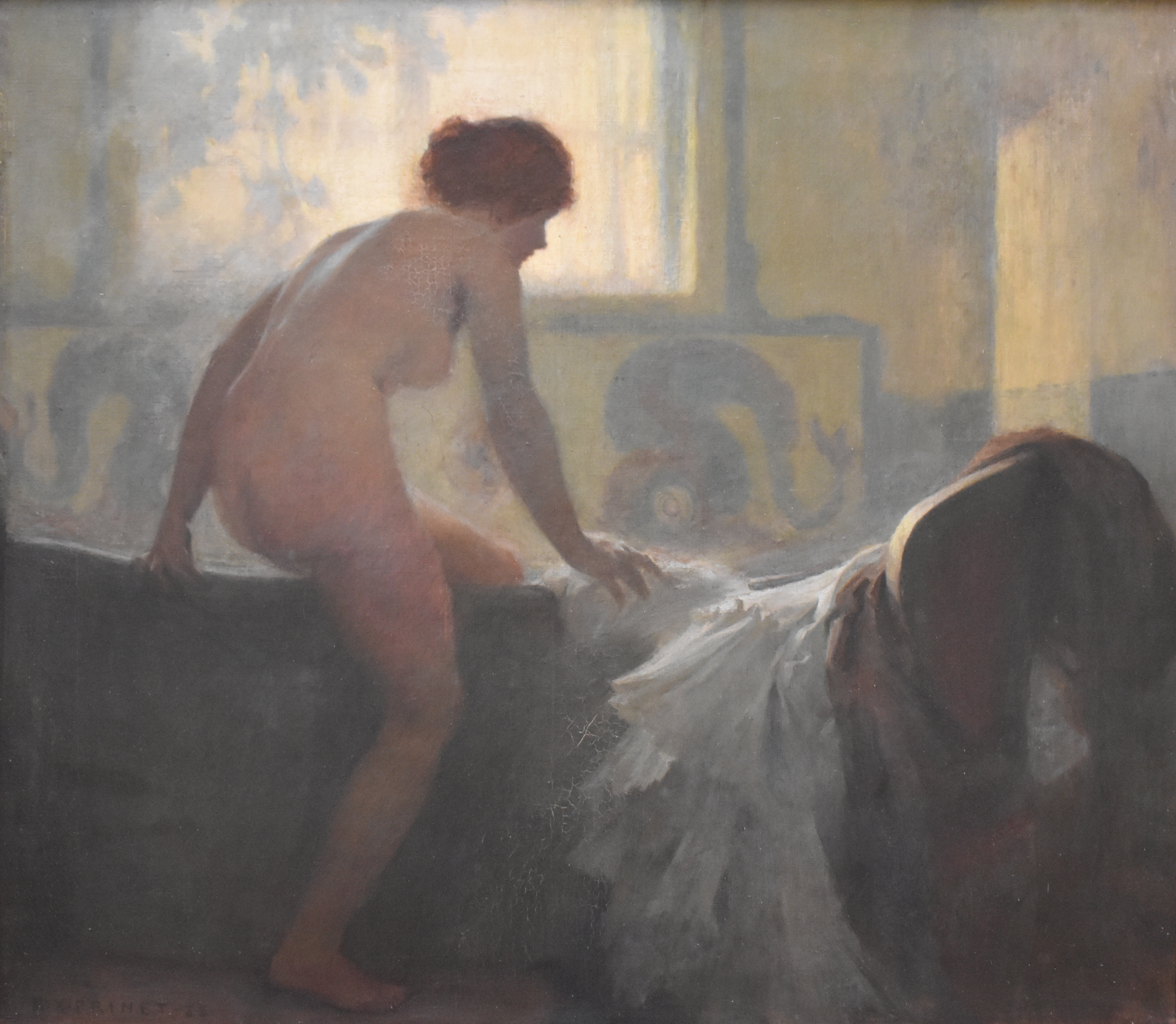
Femme au bain (1888), huile sur toile, musée Petiet de Limoux.
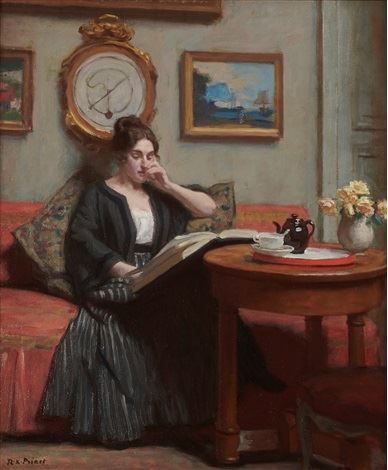
Jeune femme à la lecture (avant 1938), huile sur toile, collection privée.

## Expositions
- 1885 : Salon des artistes français où il expose Jésus Enfant. Il expose à ce Salon jusqu'en 1889.
- 1890 : Salon de la Société nationale des beaux-arts, où il expose jusqu'en 1922.
- 1891 : Paris, galerie Durand-Ruel.
- 1897 : Exposition des peintres francs-comtois à Paris, galerie Durand-Ruel.
- 1900 : Décennale de l'Exposition universelle de Paris.
- 1901 :
  - La Sonate à Kreutzer, « L'Art français contemporain » de l'Union artistique Wurtembourgeoise de Stuttgart ;
  - La Convalescence et la Chambre blanche, Institut Carnegie de Pittsburgh ;
  - La Partie de tric-trac et La Femme à la rose, Exposition internationale de Dresde ;
  - Entre amies, Biennale de Venise.
- 1902 : La Partie de tric-trac, Karlsruhe.
- 1906 : Salon Gris et La Salle à manger, exposition d'art français contemporain de Strasbourg.
- 1909 :
  - Sur la plage, exposition de l'art français à Montréal ;
  - Entre amies, Société royale de Bruxelles.
- 1911 :
  - Exposition et vente du Monastère de Saint François d'Assise à l'Exposition internationale des beaux-arts à Rome ;
  - Les Amazones et Le Passeur, 15e exposition de l'Institut Carnegie à Pittsburgh et à la Buffalo Art Academy.
- 1912 : Un ensemble d'œuvres de Prinet est présenté à l'exposition des artistes contemporains d'Anvers.
- 1913 : 17e exposition de l'Institut Carnegie de Pittsburgh, avec Les Cavaliers et Intérieur de salle à manger.
- 1914 : L'Écrivain, 18e exposition de Pittsburgh.
- 1920 :
  - Exposition conjointe avec Ménard, Simon, Aman-Jean et Besnard au 1er Salon des artistes français de Bruxelles ;
  - Musique de chambre, 21e exposition de Pittsburgh.
- La Toilette, Public Art Galleries à Brighton.
- 1926 ;
  - Exposition avec André Dauchez à la galerie Georges Petit à Paris ;
  - La Bibliothèque, 24e exposition de Pittsburgh.
- 1929 :
  - La Réprimande, pavillon français à la Biennale de Venise ;
  - Exposition avec René Ménard à la galerie des Artistes français à Bruxelles.
- 1937 : Il expose au 1er Salon national indépendant fondé par André Dauchez.
- 1938 :
  - Quatre toiles au Salon national indépendant ;
  - Quatre toiles au Salon des Tuileries.
- 1940 :
  - Une toile au Salon national indépendant ;
  - Deux toiles au Salon des Tuileries.
- 1941 : Quatre toiles au Salon des Tuileries.
- 1942 : Six toiles au Salon des Tuileries.
- 1944 : Deux peintures au Salon des Tuileries.
- 1948 : Rétrospective au palais de Tokyo du "Groupe d'Amis" : Aman-Jean, Besnard, Denis, Ménard, Simon et Prinet (deux toiles).
- 1986 : Rétrospectives aux musées de Belfort et Vesoul et au musée Bourdelle à Paris.
- 2019 : Exposition "Les derniers impressionnistes, le temps d'intimité" à Quimper.
- 2022 :
  - Une toile à l'exposition "Marcel Proust, un romain parisien" au musée Carnavalet ;
  - Une peinture à l'exposition "Marcel Proust, la fabrique de l'oeuvre" à la Bibliothèque nationale de France ;
  - Une peinture à l'exposition "Marcel Proust, du côté de la mère" au Musée d'Art et d'Histoire du judaïsme.

## Œuvres dans les collections publiques[9]
Aux États-Unis
- Boston : Manon.

En Finlande
- Helsinki : Au coin du feu.

En France
- Belfort (Territoire de)
  - La Digue de Cabourg ;
  - La Plage à Cabourg ;
  - Le pique-nique.
- Bordeaux[Où ?] : L'Envolée.
- Bourbonne-les-Bains (Haute-Marne), musée municipal :
  - La terrasse et les cyprès de la villa d'Este à Tivoli ;
  - Le déjeuner sur l'herbe (sur la route de Coiffy) ;
  - La maison de l'artiste à Bourbonne-les-Bains ;
  - La visite à la Grande Tante ;
  - Portrait de René Jaquemin.
- Cabourg, villa du temps retrouvé : La Plage de Cabourg, vers 1910.
- Caen, musée des Beaux-Arts : Le Balcon.
- Douai, musée de la Chartreuse : Bord de la Manche.
- Gray (Haute-Saône) : 
  - La Leçon de danse ;
  - La leçon de guitare, huile sur toile, 135 x 137 cm.
- Luxeuil-les-Bains (Haute-Saône).
- Nanterre, La Contemporaine:
  - Défilé d'artillerie à Pont-L'évêque ;
  - Route de Roye à Noyon: les arbres coupés ;
  - La messe au camp R. ;
  - Copie d'une peinture murale exécutée par un soldat allemand.
- Paris :
  - Palais de la Légion d'honneur : Les Quatre saisons.
  - Musée d'Orsay :
    - La Plage de Cabourg ;
    - La Famille Saglio ;
    - Assise ;
    - L'Élève ;
    - Le Bain.
- Roubaix, La Piscine.
- Vesoul (Haute-Saône), musée Jean-Léon Gérôme :
  - Le Réfectoire de Morey ;
  - La Bibliothèque ;
  - L’ombrelle rayée sur la plage.

En Grande-Bretagne
- Stourhead : Femmes sur la plage de Deauville.

## Distinctions
- Chevalier de la Légion d'honneur en 1900.
- Commandeur de l'ordre d'Alphonse XII en 1919.
- Médaille de bronze de l'Union des femmes de France en 1919.
- Officier de la Légion d'honneur en 1927[12].
- Élection à l'Académie des beaux-arts en 1943.